# 宅第

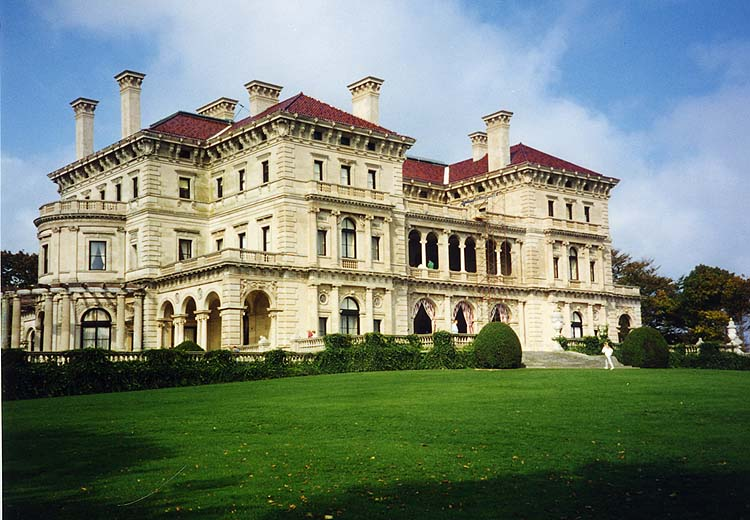
宅第

宅第，稱士紳、官宦、貴族或者權貴的大宅，也是對他人的家宅之尊稱，一如公館。《宋史.輿服志》對封建社會時住宅分級記載：「執政、親王曰『府』，余官曰『宅』，庶民曰『家』。」

## 舉例
- 盧綸〈留別耿湋侯釗馮著〉：「笙鏞新宅第，岐路古山陂。」
- 杜甫〈秋興〉：「王侯宅第皆新主，文武衣冠異昔時」
- 《新唐書·后妃傳上·楊貴妃》：「見宅第有勝者，輒壞復造，務以瓌侈相夸詡，土木工不息。」
- 沙汀 《記賀龍》四：「我們的宿營地是一座頗大的地主的宅第，相當富麗。」

### 圖錄

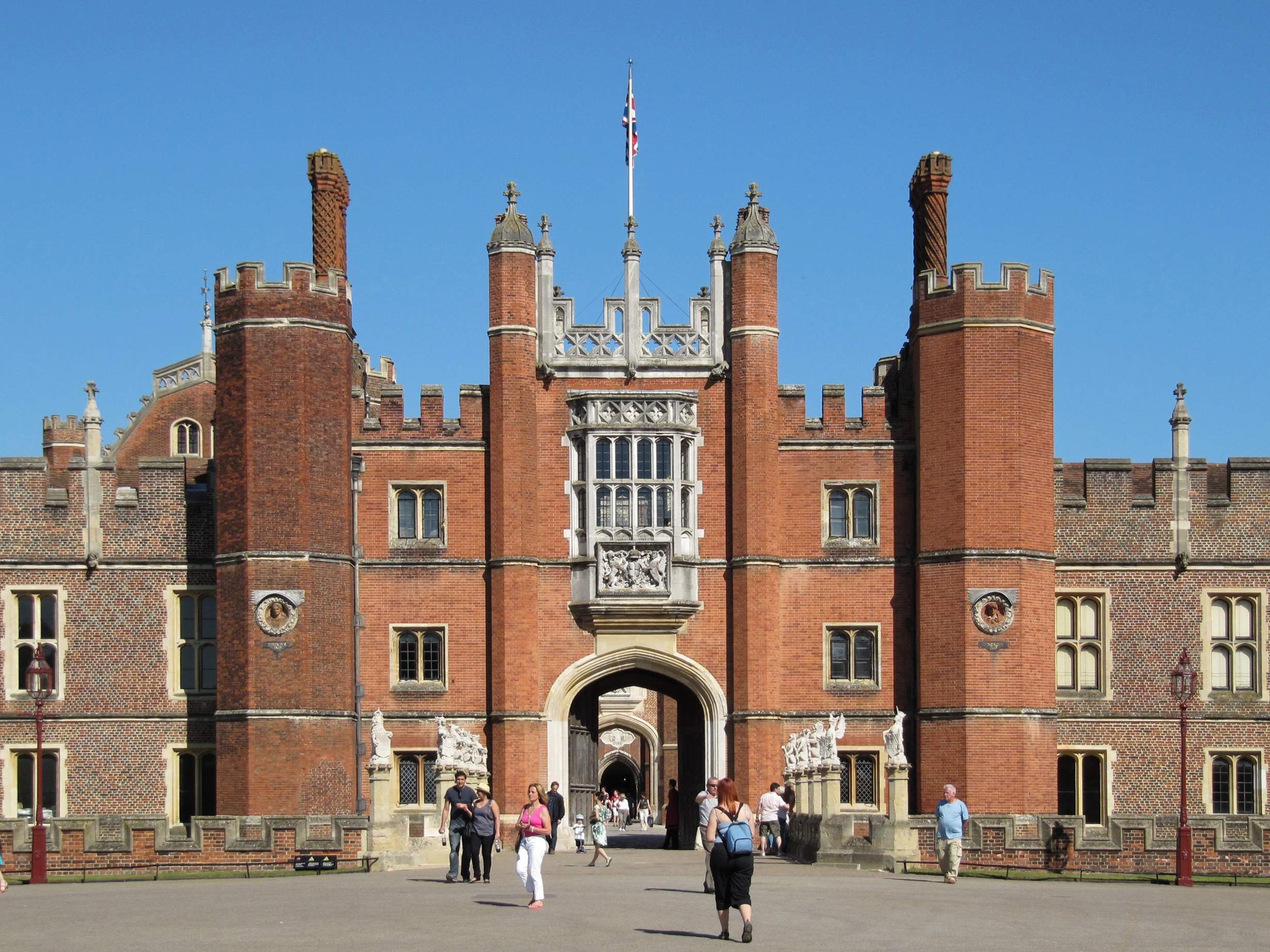
曾作為托馬斯·沃爾西宅第的漢普頓宮
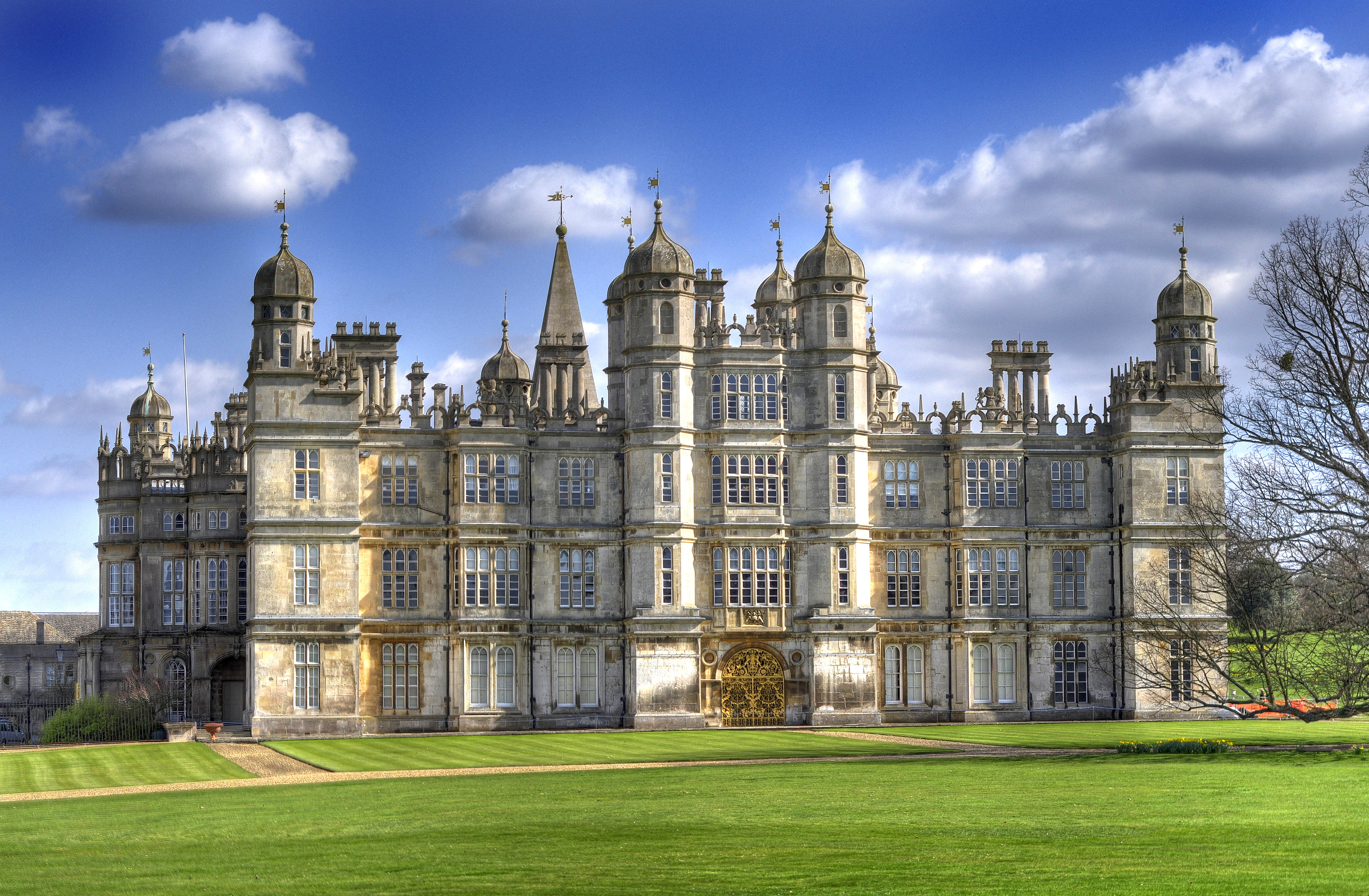
威廉·塞西爾的宅第－伯利莊園
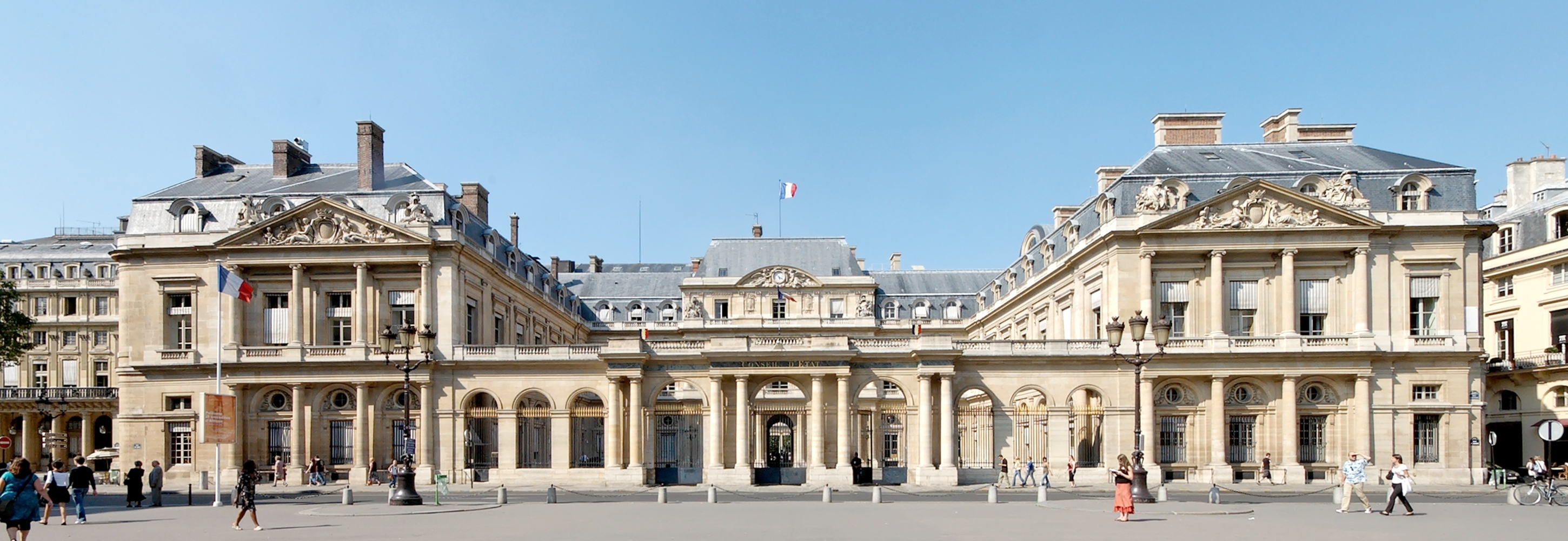
曾作為黎希留宅第的巴黎皇家宮殿
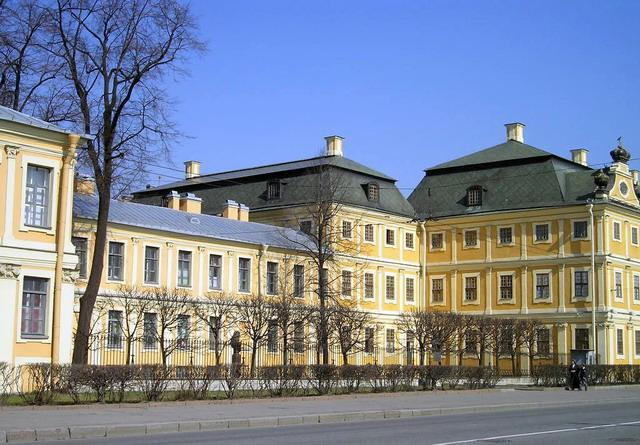
曾作為緬希科夫宅第的緬希科夫宮
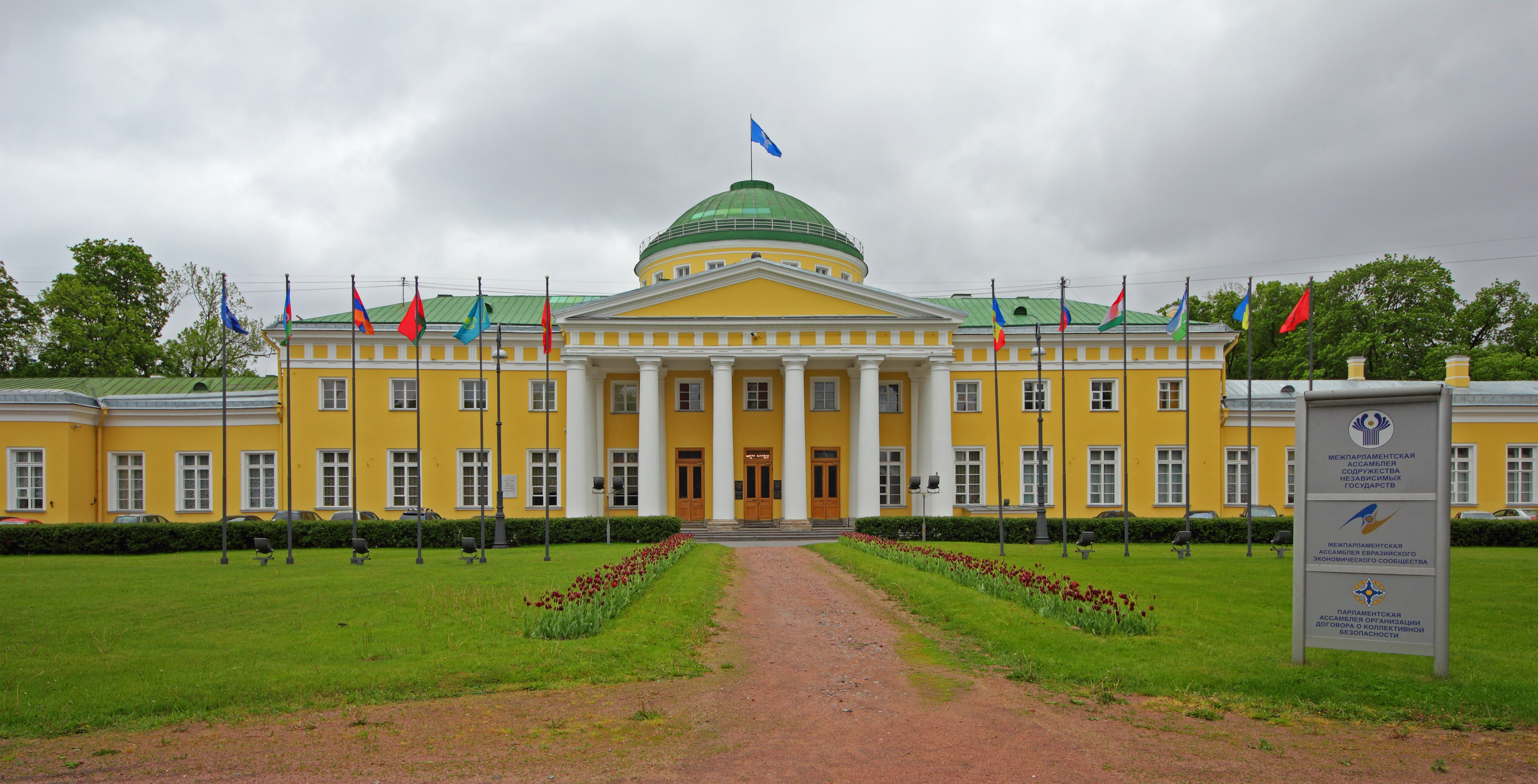
曾作為波將金宅第的塔夫利宮
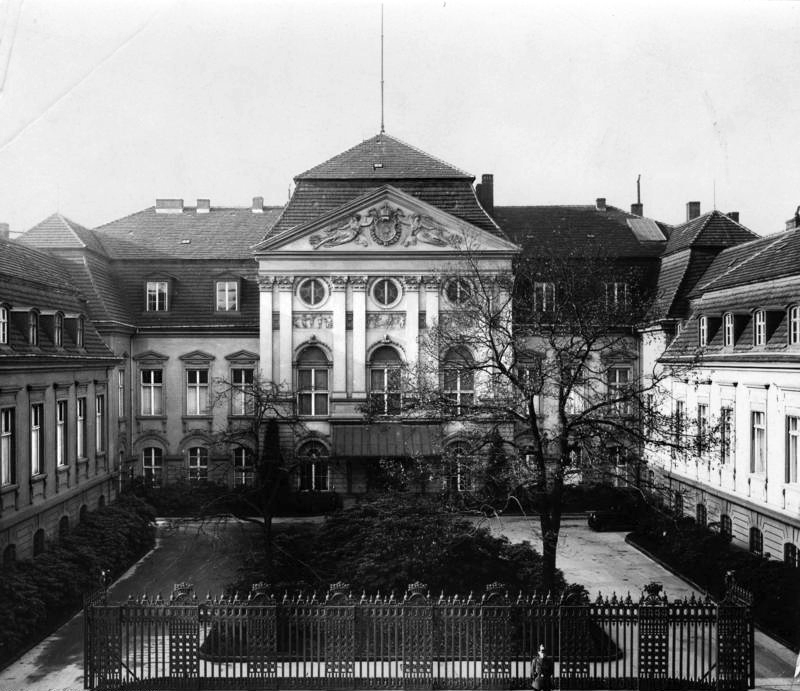
俾斯麥在柏林的宅第後來成為德意志帝國的總理府
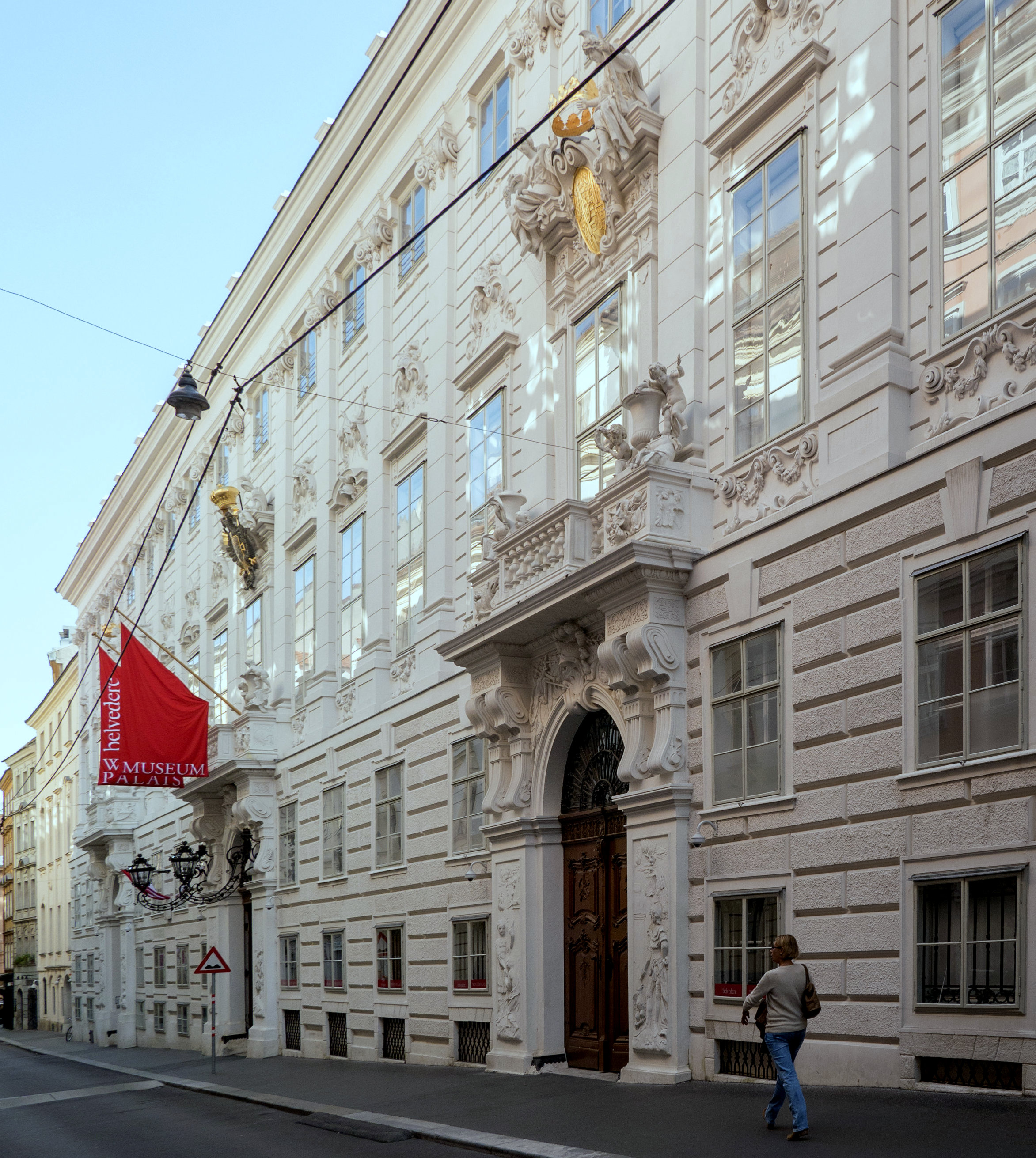
歐根親王在維也納的宅第－歐根親王冬宮
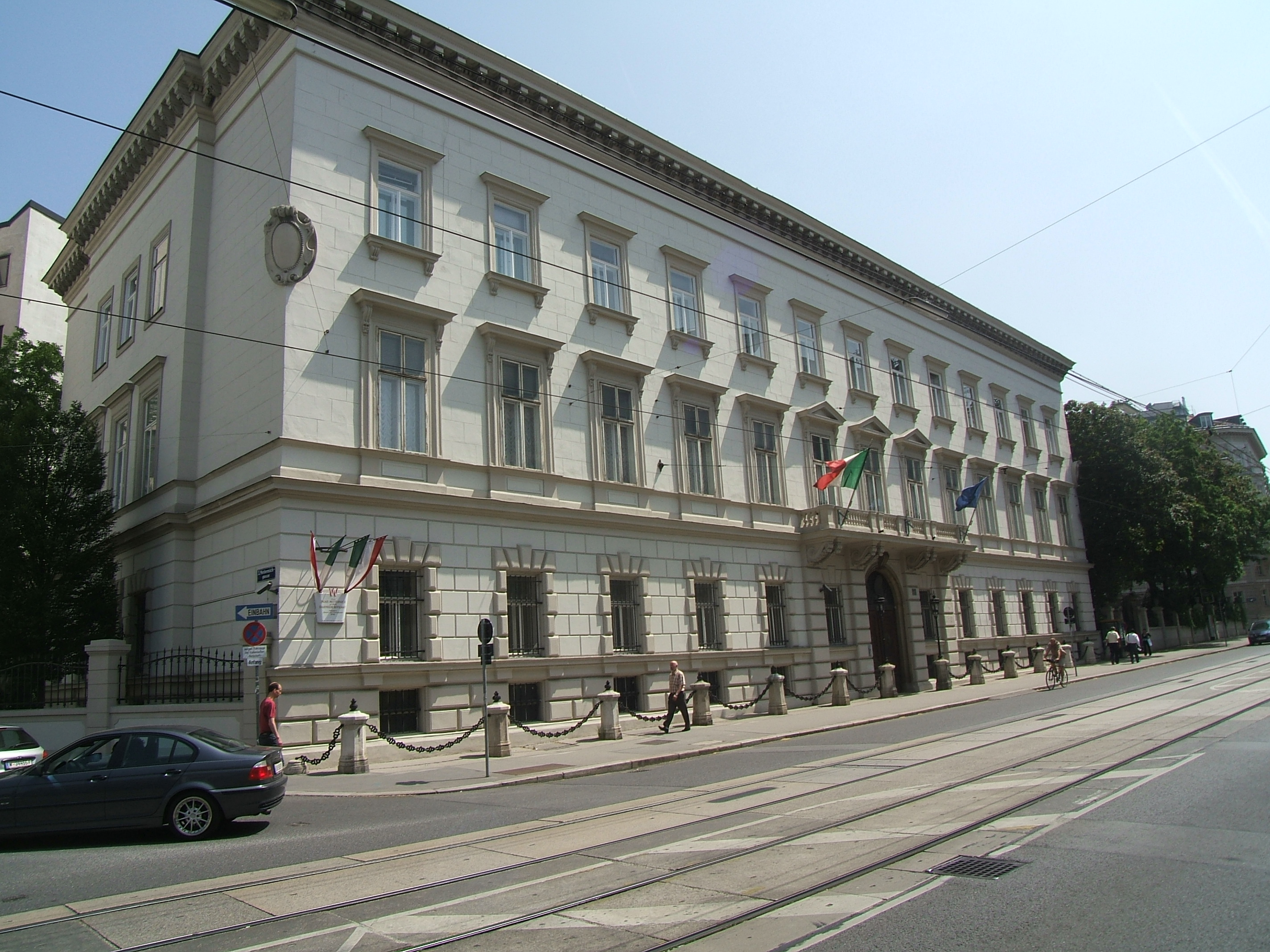
曾作為梅特涅宅第的梅特涅宮，目前是義大利駐維也納大使館（德语：Italienische Botschaft in Wien）
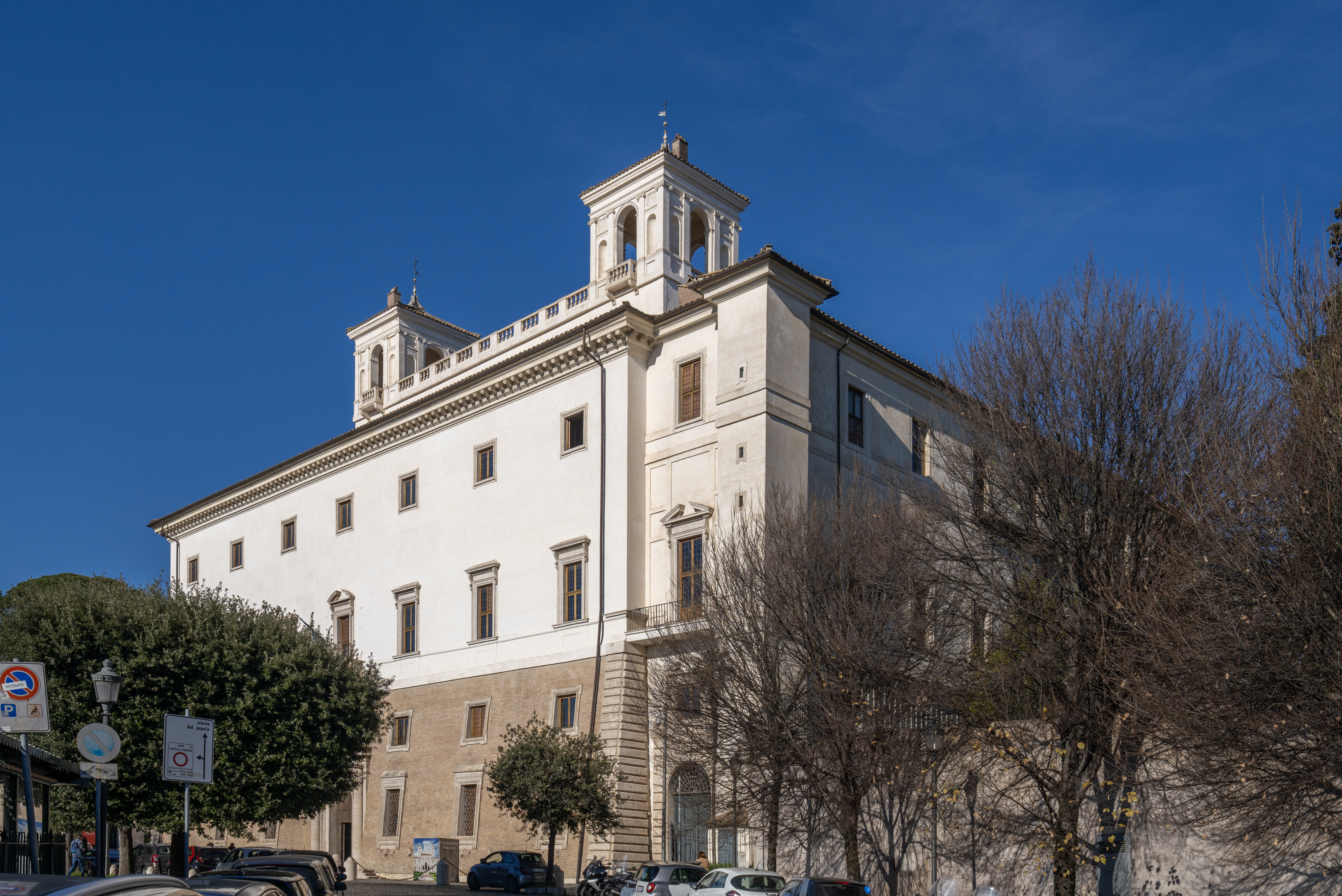
美第奇家族在羅馬的宅第－美第奇别墅
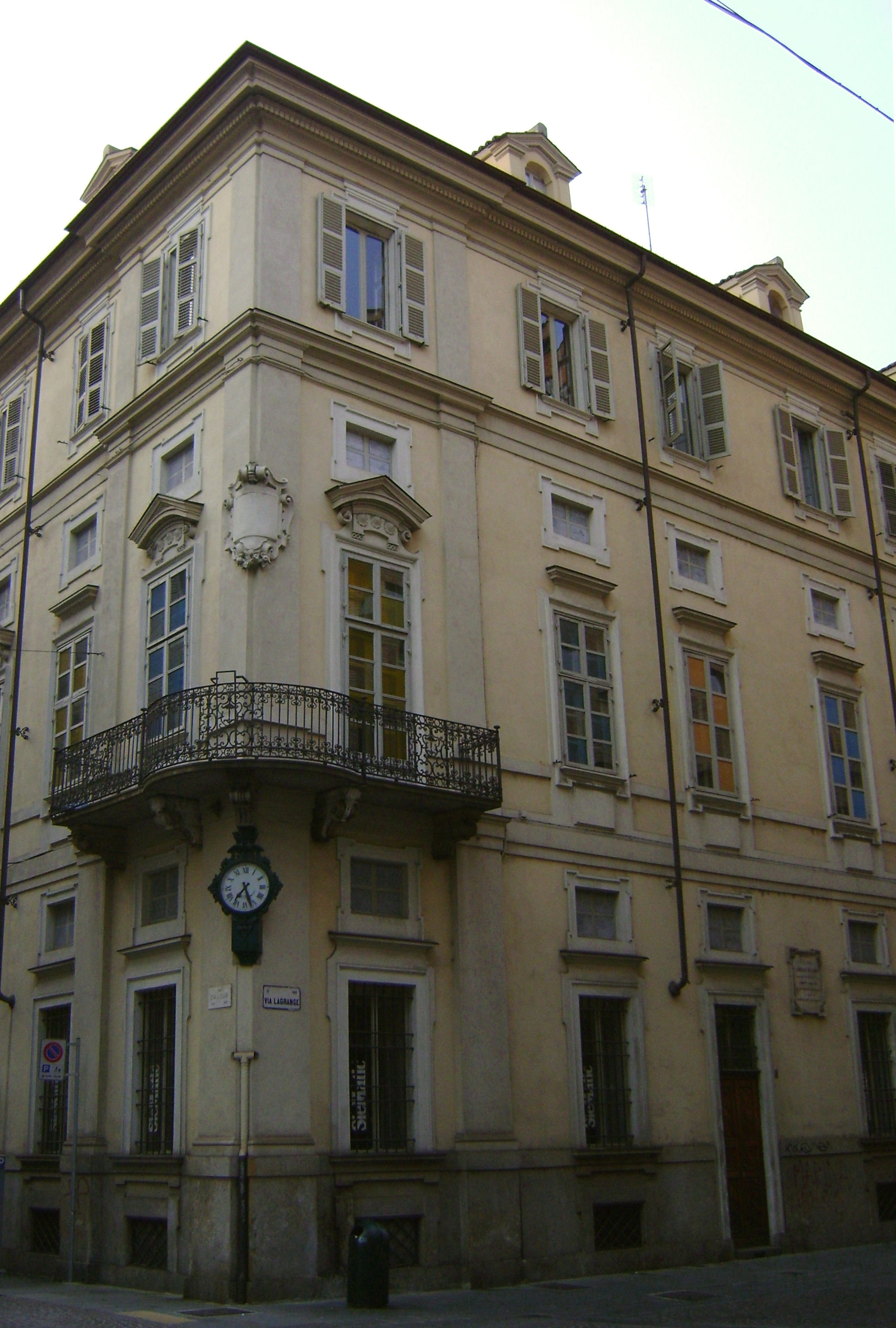
加富爾伯爵家族在都靈的宅第
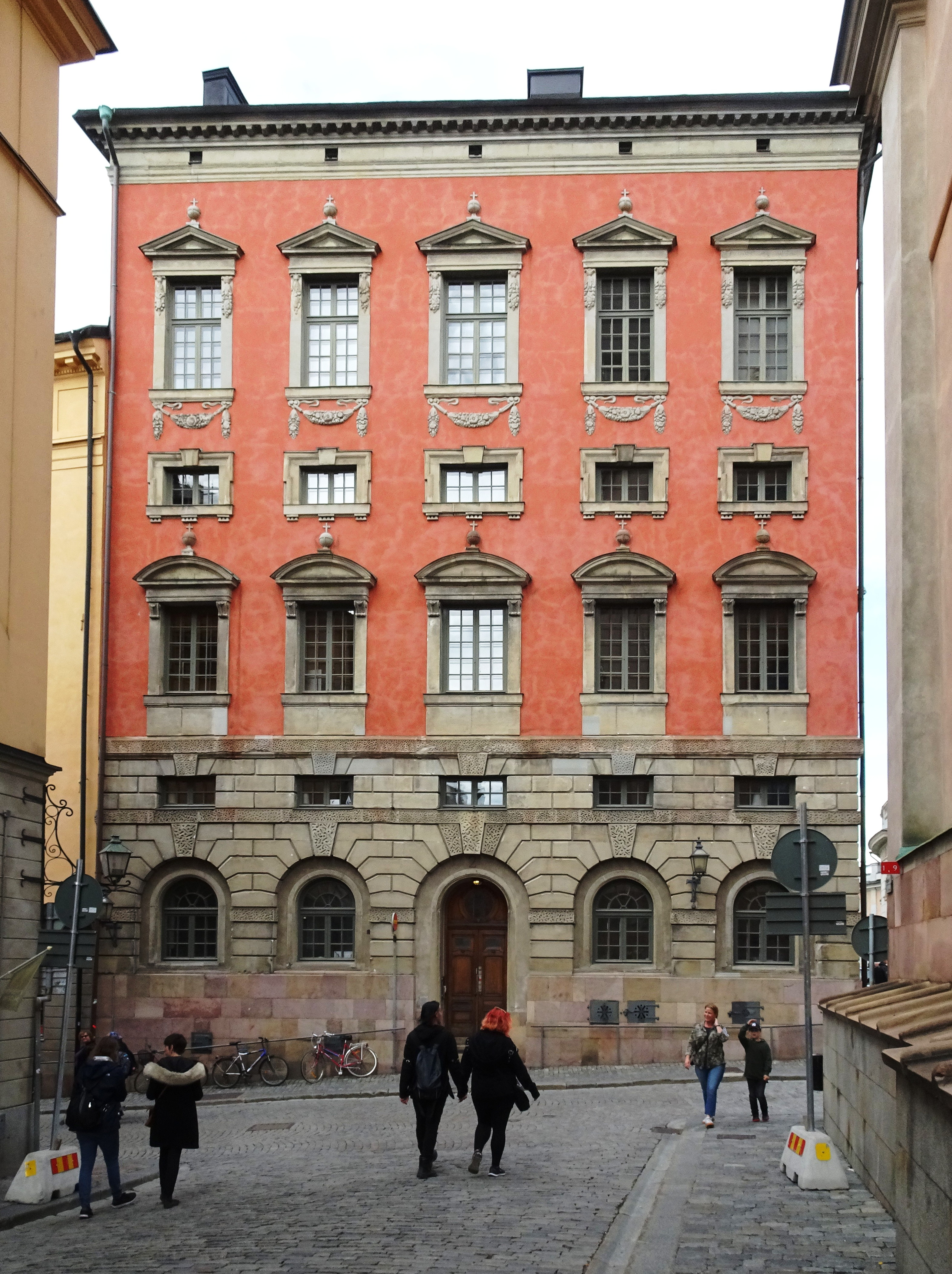
埃克塞尔·乌克森谢纳的宅第
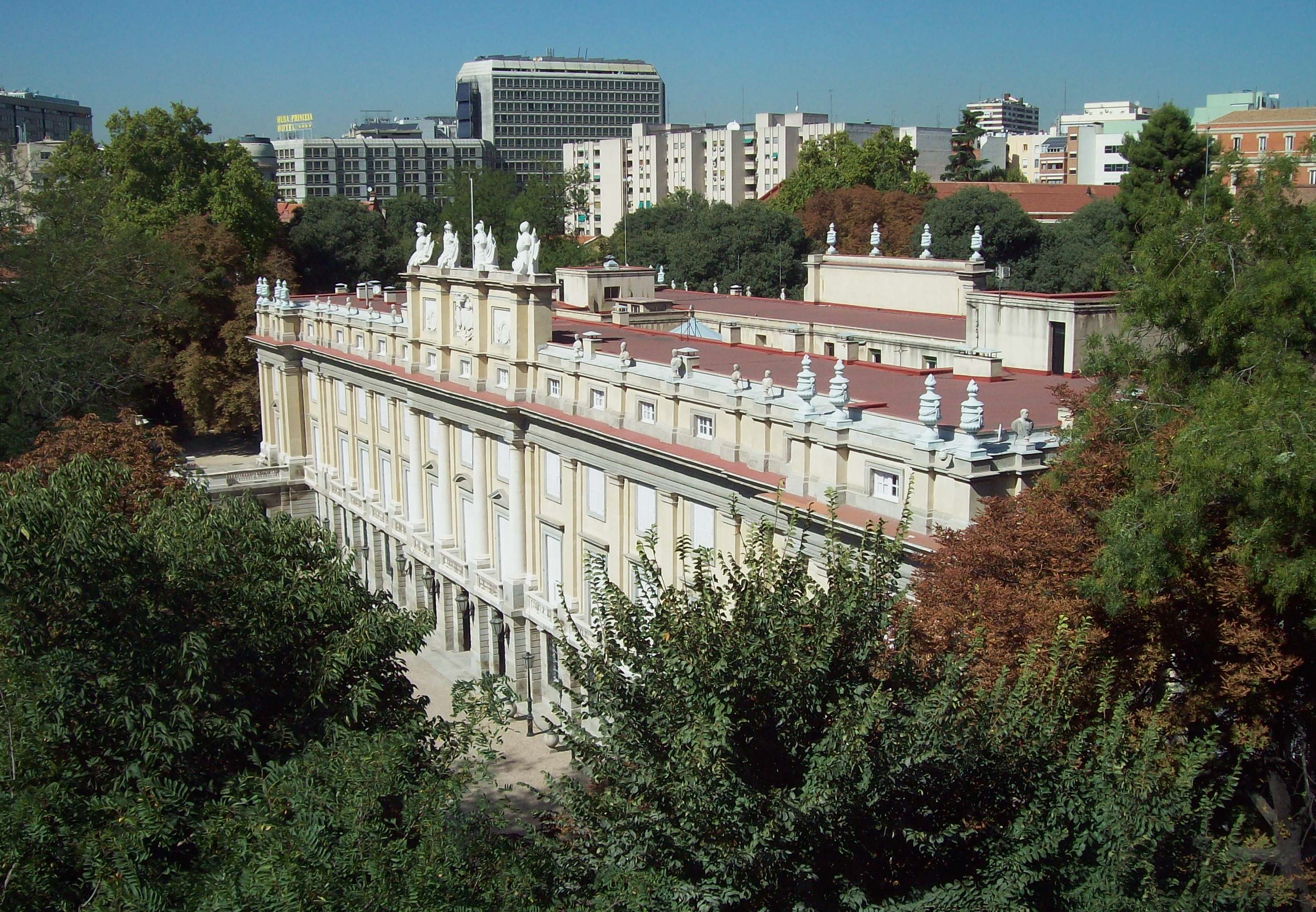
曾作為阿爾巴公爵家族（西班牙语：Casa de Alba）宅第的麗里亞宮（西班牙语：Palacio de Liria）
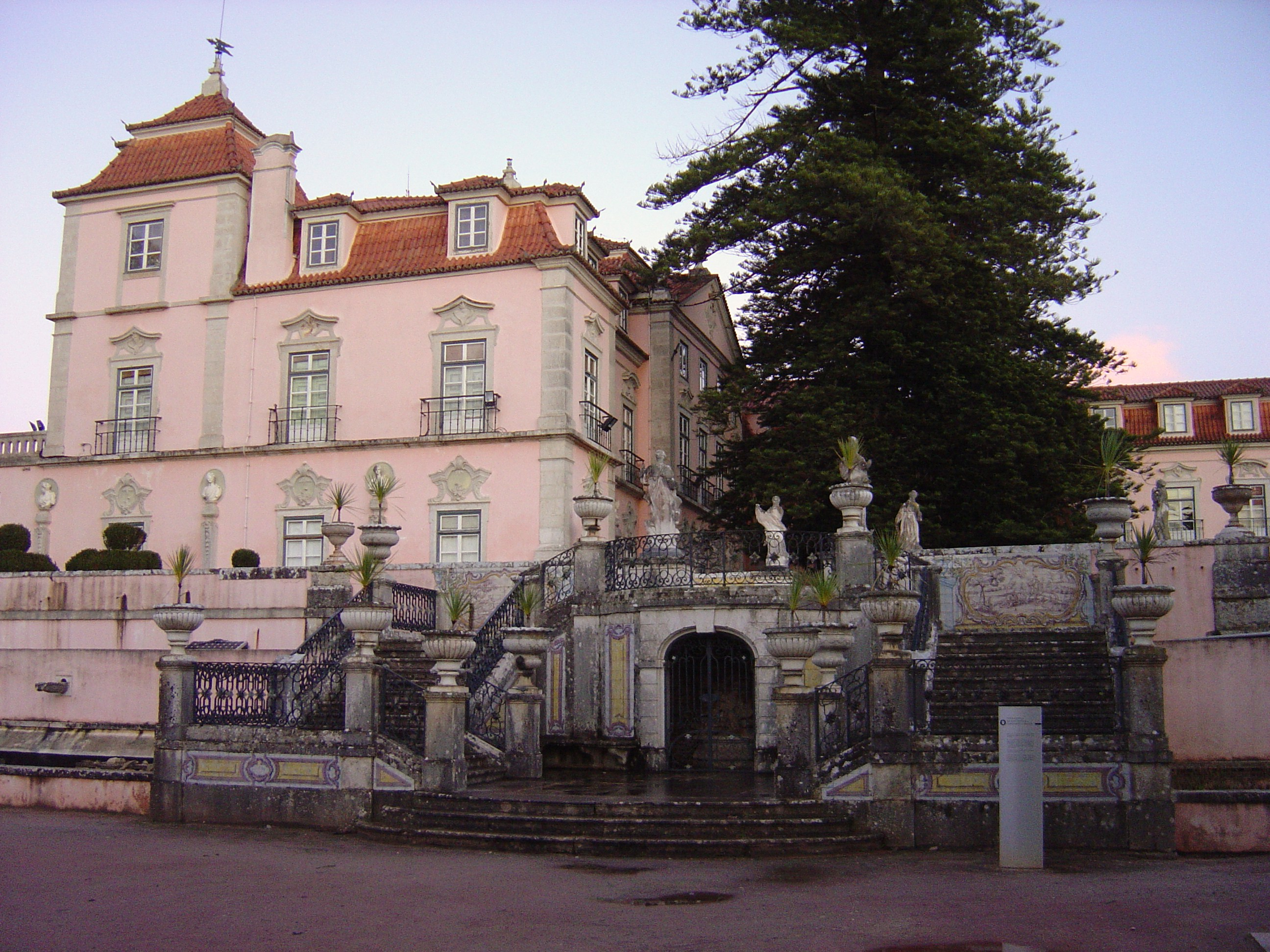
曾作為蓬巴爾侯爵宅第的蓬巴爾侯爵宮（葡萄牙語：Palácio do Marquês de Pombal）
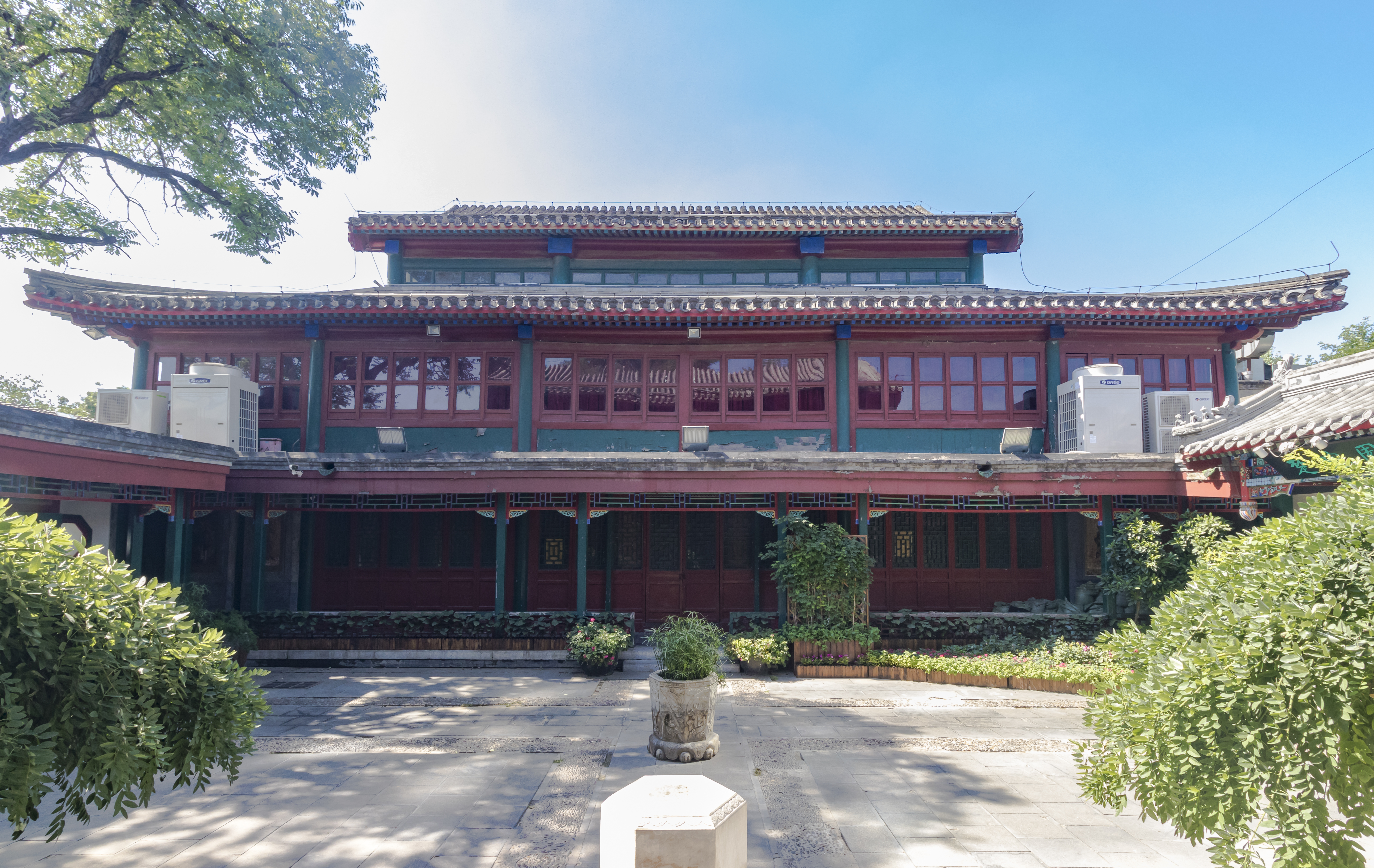
曾先後作為嚴嵩與張居正宅第的北京湖廣會館
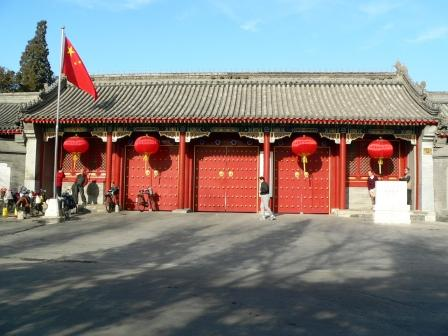
曾作為納蘭明珠宅第的醇親王府
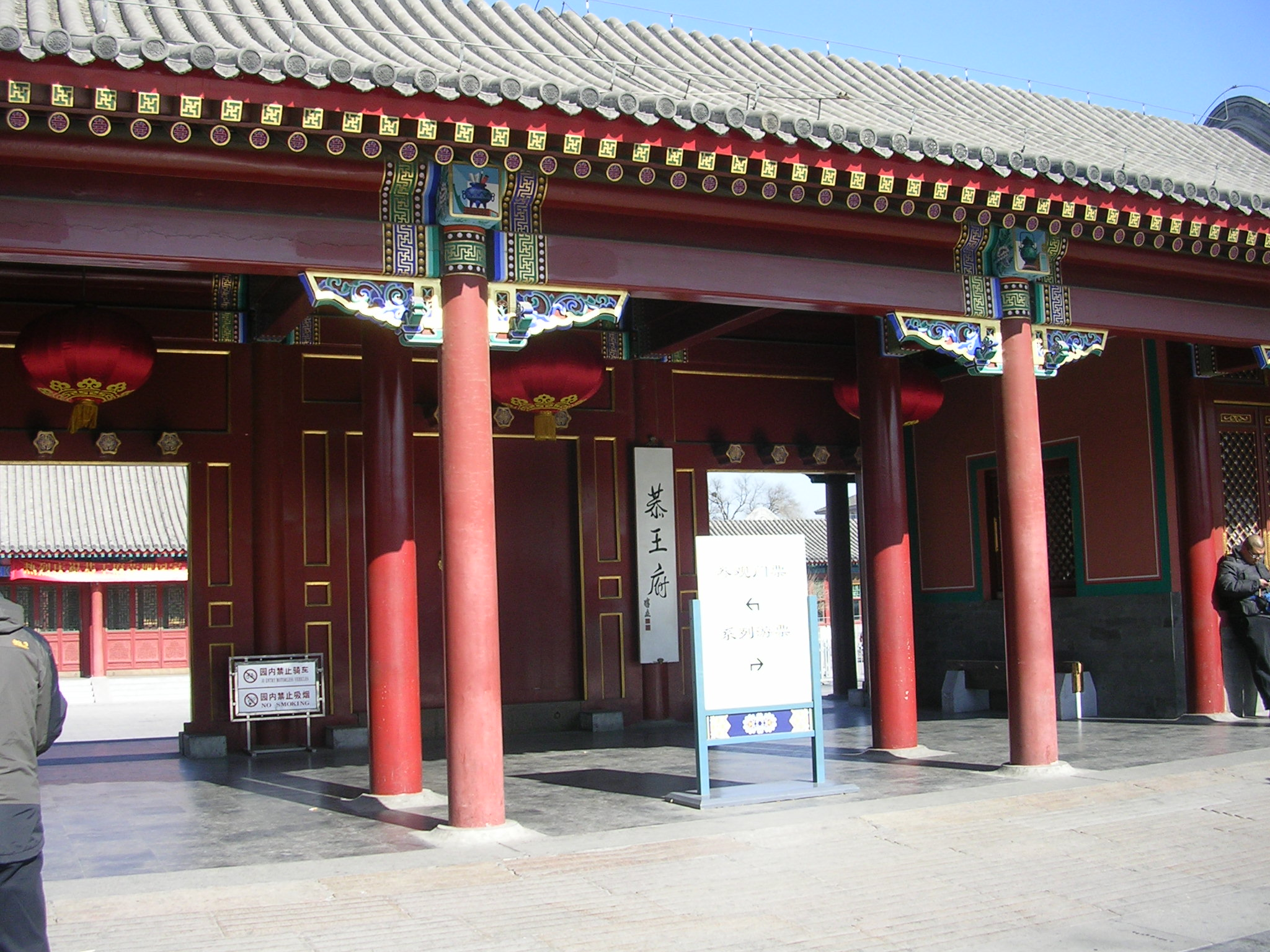
曾作為和珅宅第的恭王府
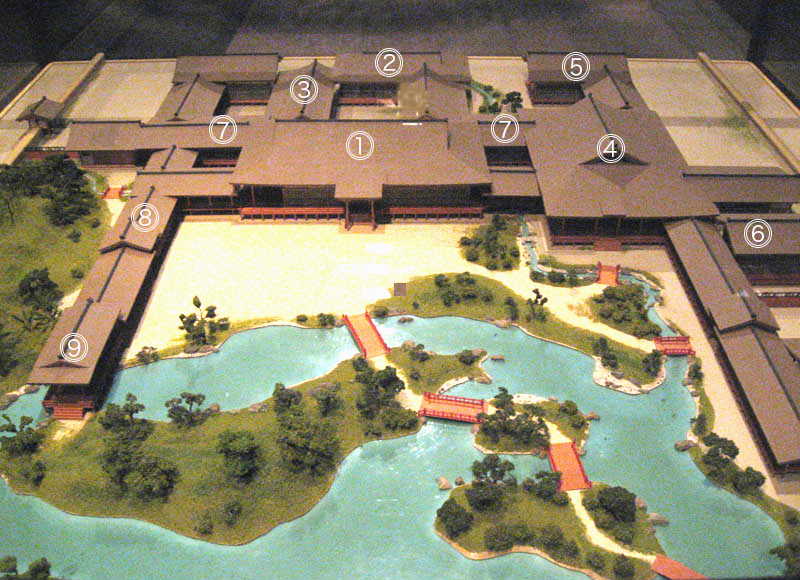
曾先後作為藤原良房和藤原兼家宅第的東三条殿（日语：東三条殿），乃寢殿造建築代表
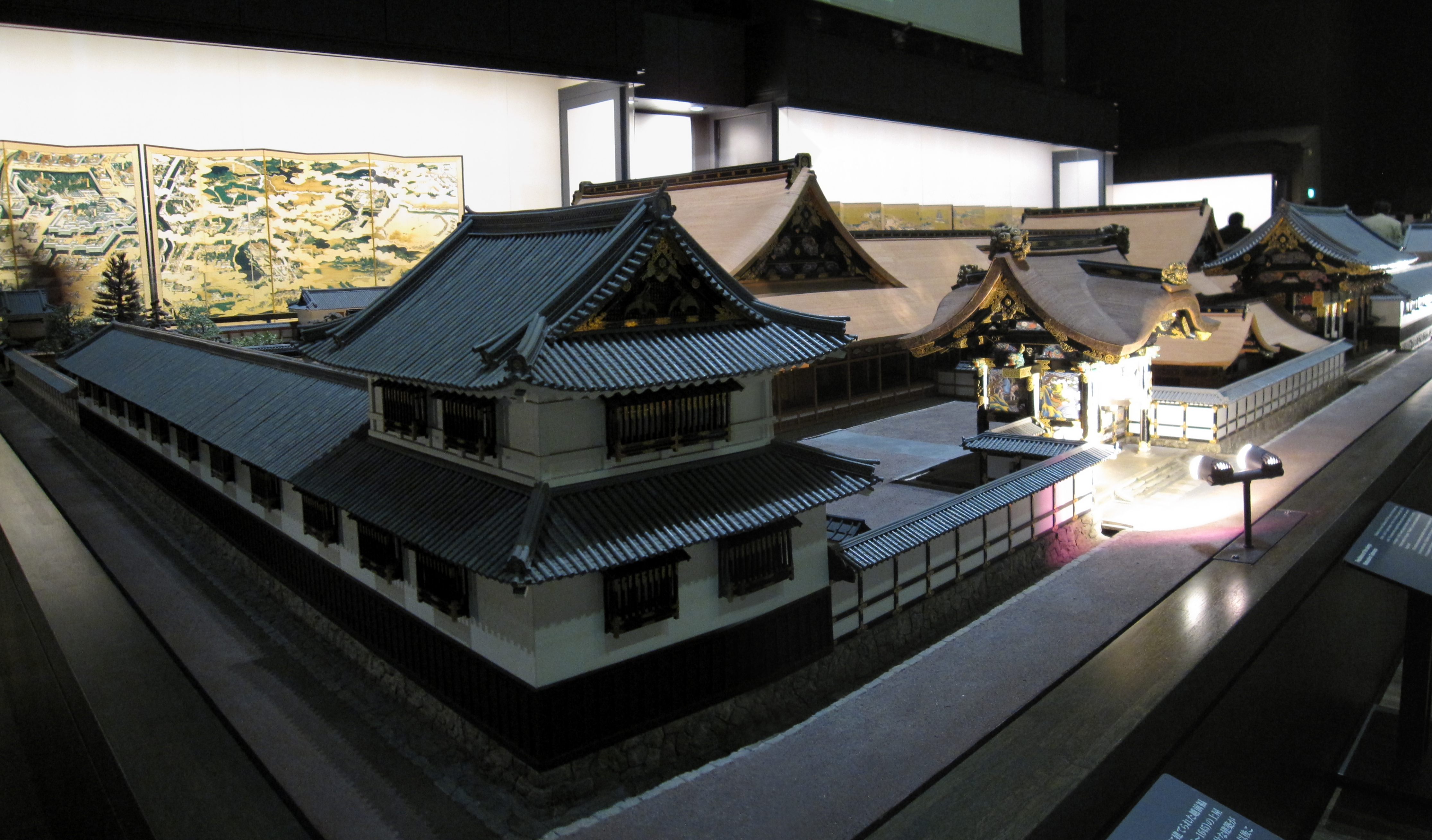
曾作為松平忠昌（日语：松平忠昌）宅第的越前福井藩上屋敷（龍ノ口屋敷）
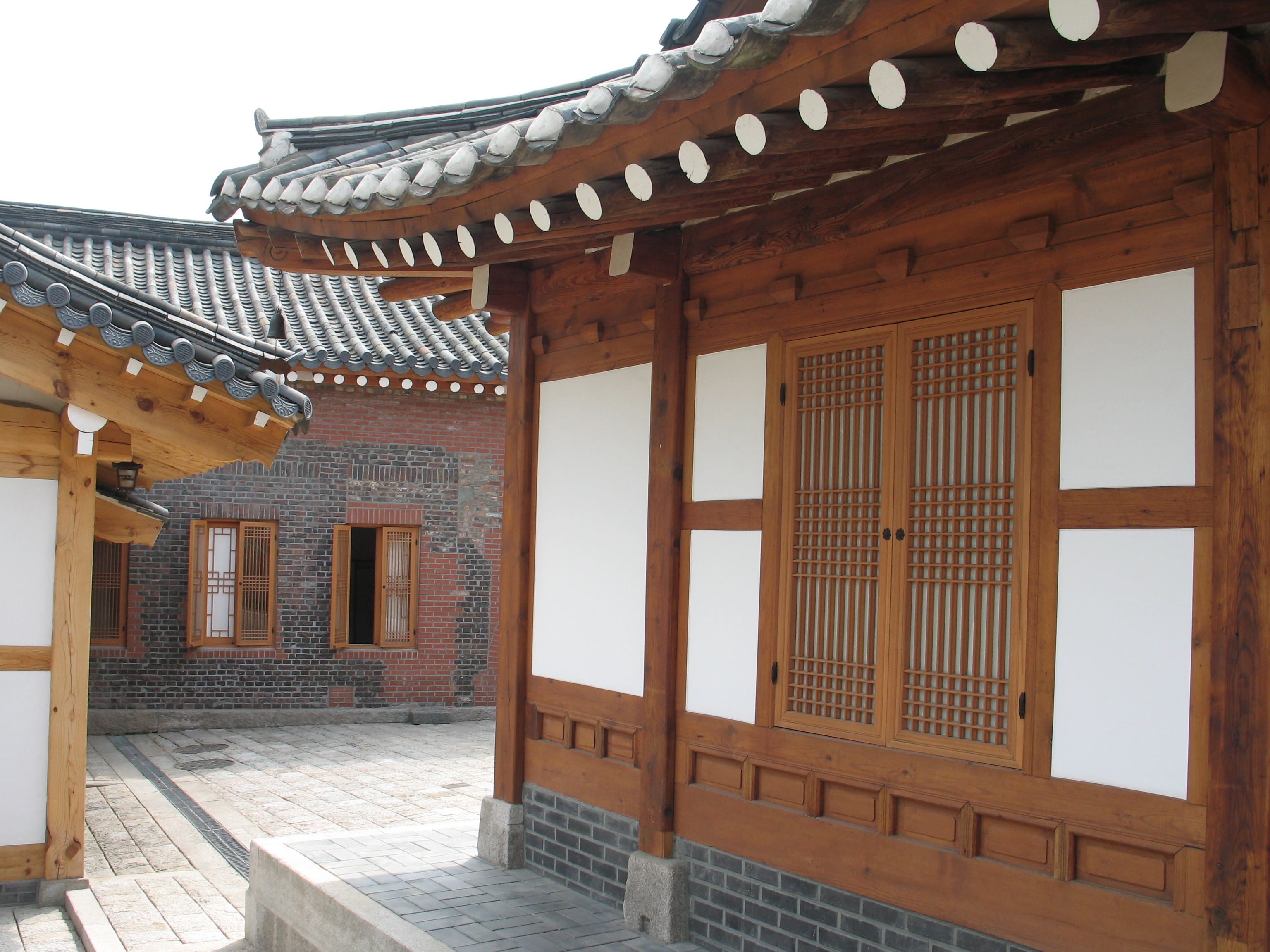
曾作為兩班宅第的北村韓屋村
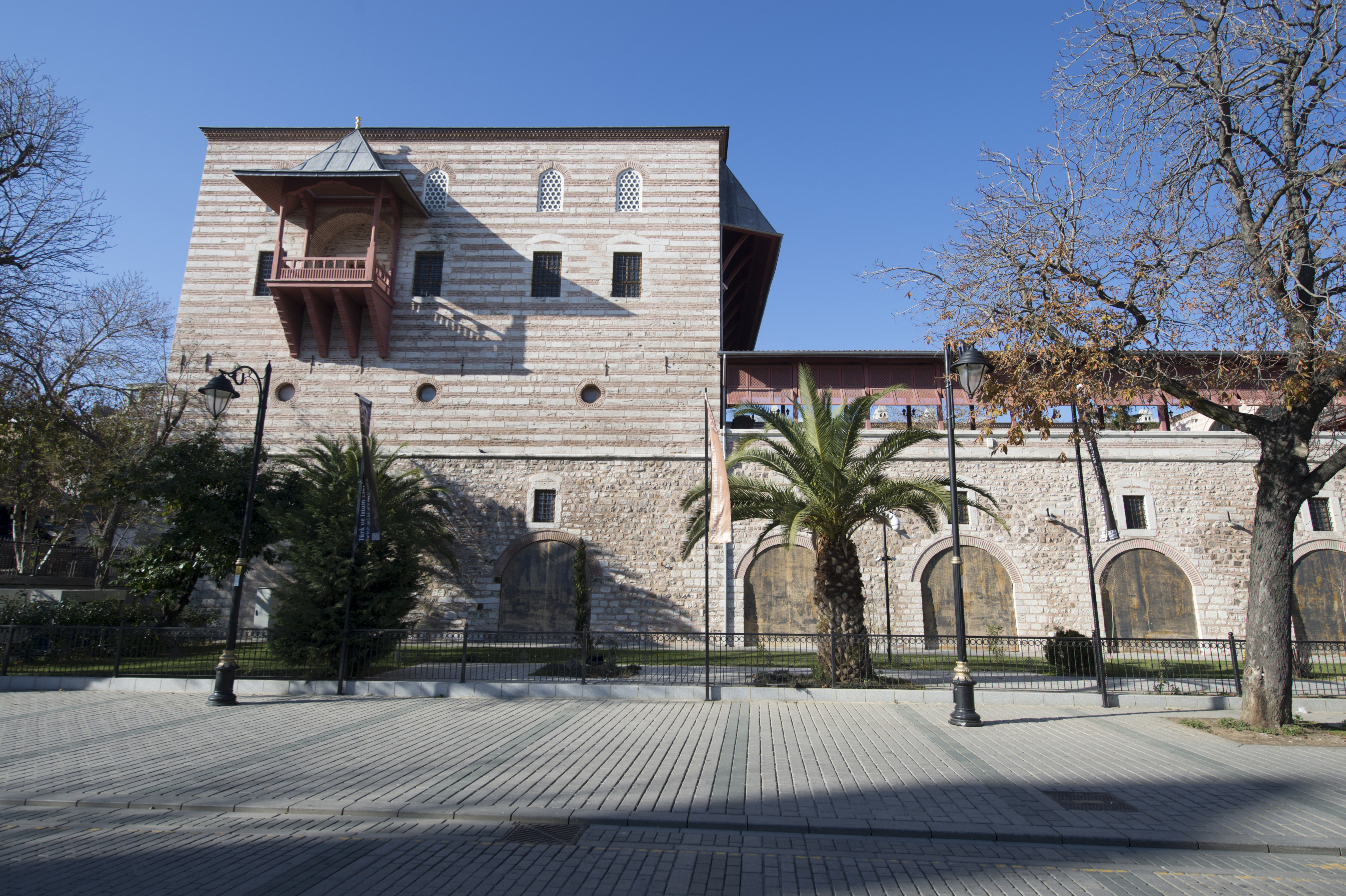
曾作為帕爾加勒·易卜拉欣帕夏宅第的土耳其和伊斯蘭藝術博物館（英语：Turkish and Islamic Arts Museum）
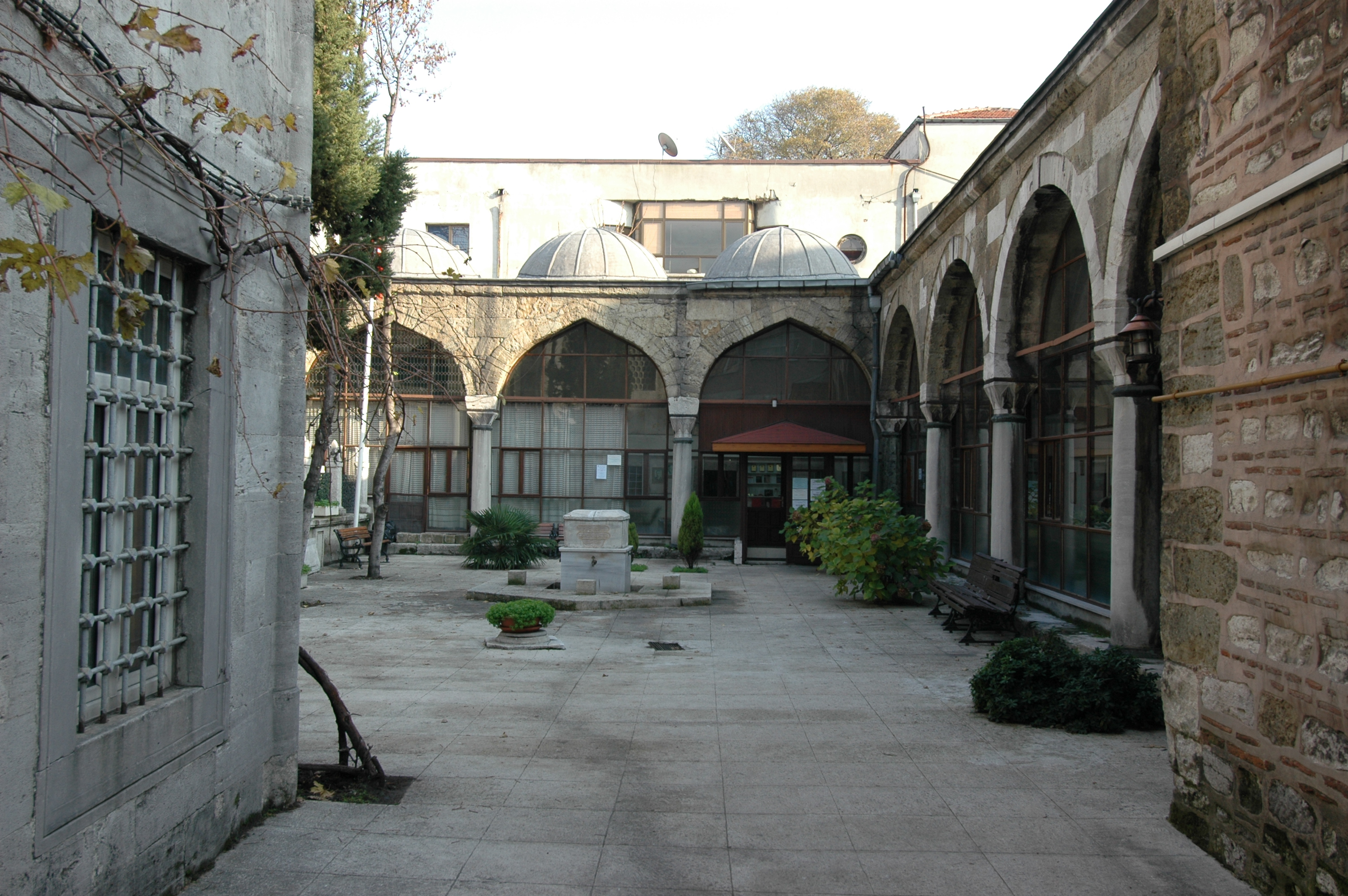
科普魯律家族的宅第
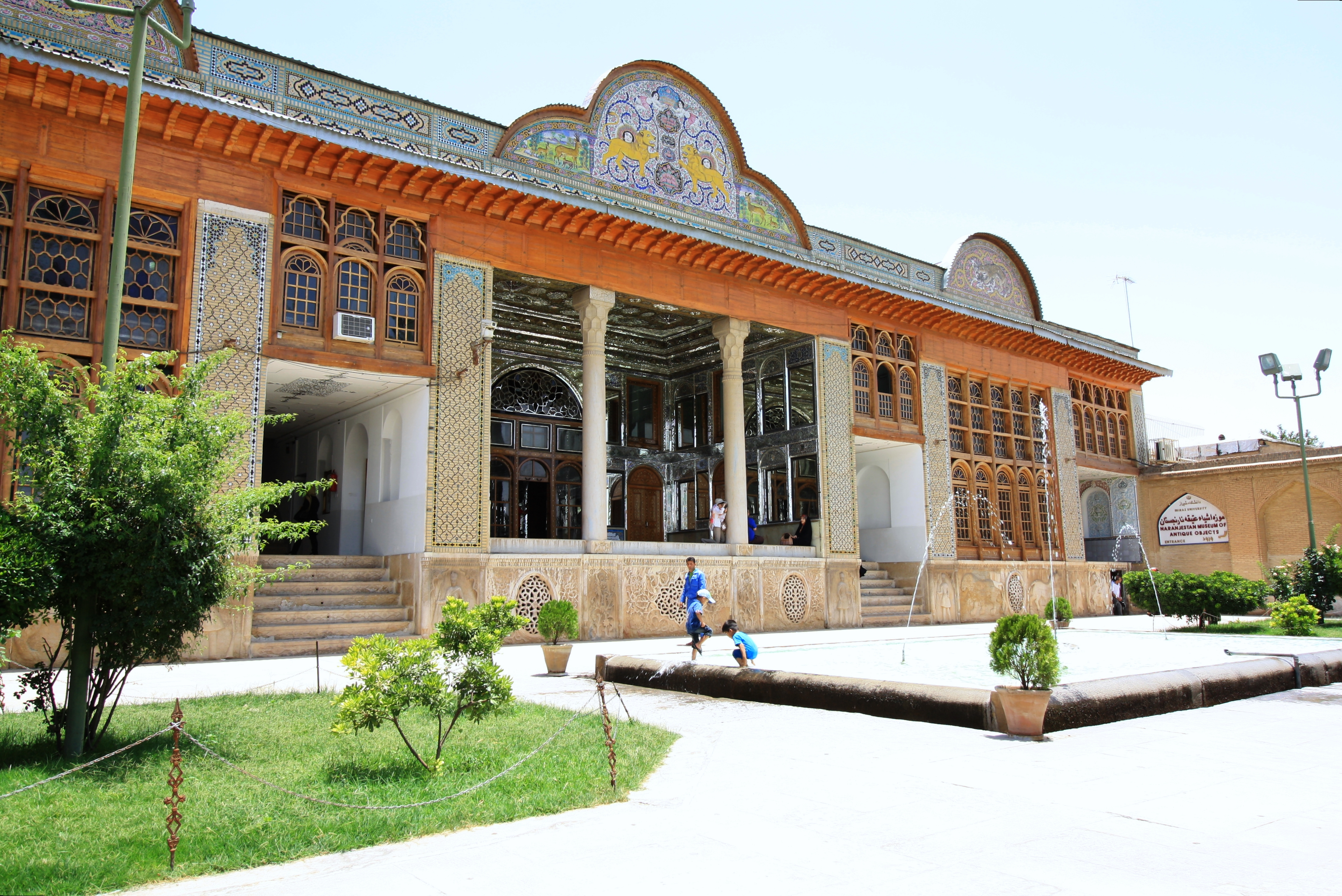
卡瓦姆家族宅第（英语：Qavam House），為波斯傳統住宅建築（英语：Traditional Persian residential architecture）代表之一

## 外部連結
- 拉丁美洲的古宅和莊園 （页面存档备份，存于）
- 愛沙尼亞莊園網 （页面存档备份，存于），介紹愛沙尼亞438座保存完好的歷史莊園（含宅第、地產）之英文網站